# انگورک برکه
انگورک برکه (نام علمی: Lindera melissifolia) نام یک گونه از سرده برگ‌بوهای چاشنی است.